# Renato Borrelli
Renato Borrelli (Napoli, 18 settembre 1926 – 14 marzo 2019) è stato un politico italiano.

## Biografia
Nato a Napoli nel 1926, conseguì la laurea in medicina ed esercitò la professione di medico. Fu inizialmente medico condotto a Giffoni Valle Piana e si trasferì poi a Salerno, dove aprì il proprio studio; in seguito aprì un secondo studio a Pastena. Ricoprì a lungo l'incarico di direttore sanitario della Cassa mutua di malattia per gli esercenti di Salerno.
Fu più volte eletto consigliere comunale a Salerno nella lista della Democrazia Cristiana e venne eletto sindaco della città nell'ottobre 1981, alla guida di una giunta monocolore con l'appoggio esterno dei repubblicani e dei liberali. Le continue trattative per raggiungere la maggioranza in consiglio portarono infine alla caduta dell'esecutivo nel giugno 1982.
Di nuovo rieletto consigliere nel 1985, si ritirò dalla politica al termine della legislatura nel marzo 1990.
Morì il 14 marzo 2019.